# Radu Badica
Radu VI Badica (rum. Radu Bădica; zm. 1524) – hospodar Wołoszczyzny w latach 1523–1524.
Najprawdopodobniej był nieślubnym synem hospodara wołoskiego Radu IV Wielkiego z dynastii Basarabów, choć jest też możliwe, że był potomkiem Neagoe Basaraba V z rodu Craiovești. Tron wołoski objął na krótko zimą 1523-1524, zawdzięczał go najpotężniejszym wołoskim bojarom z rodu Craiovești. Jednak już po kilku miesiącach został zamordowany przez Turków.